# AnnenMayKantereit
AnnenMayKantereit é uma banda de rock alemã, de Colônia, que foi fundada em 2011. Eles cantam em alemão, inglês e também já cantaram em italiano, uma característica notável é a distintiva rouquidão da voz do vocalista Henning May. Malte Huck fica no Baixo elétrico, na Bateria Severin Kantereit e no Contrabaixo Lars Lötgering.

## História

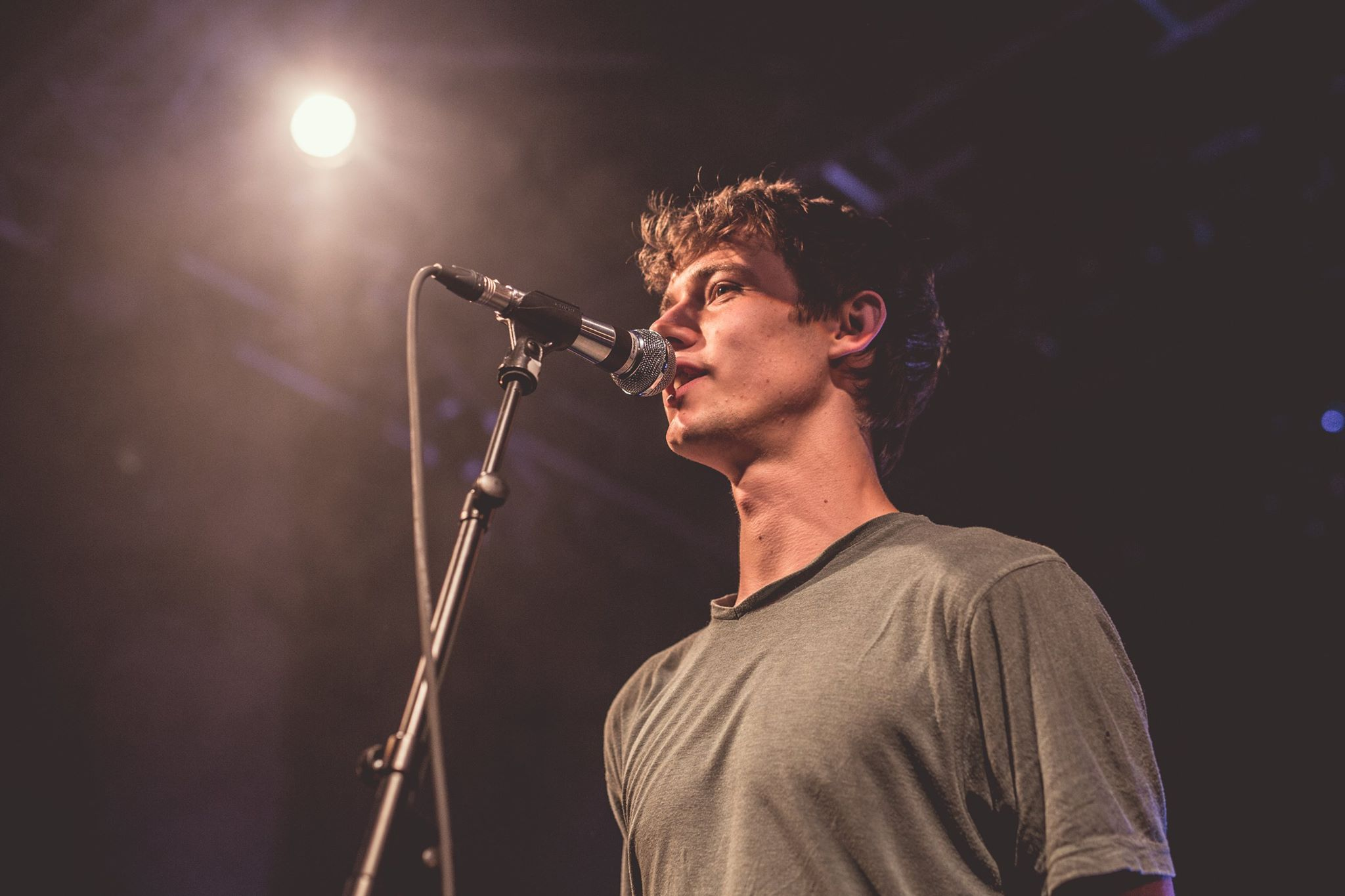
Henning May (2015)

Os três membros fundadores, cujos sobrenomes serviram para criar o nome da banda, formaram uma banda na escola Schiller-Gymnasium, em Sülz, no ano de 2011. No primeiro momento, os três músicos se apresentavam nas ruas de Colônia. Em uma jam session, foram acompanhados pelo contrabaixista Lars Lötgering. Em 2013, lançaram seu primeiro álbum solo, que teve uma festa de lançamento em Gebäude 9, em Colônia. O álbum, que foi parcialmente gravado na rua, não está mais disponível. Eles possuem um canal no YouTube onde têm publicado suas músicas. Malte Huck tem sido o baixista da banda desde agosto de 2014.
Após o lançamento do vídeo da música Wohin du gehst, a banda fez uma turnê pela Alemanha. No verão de 2014, eles tocaram em grandes festivais, como o Appletree Garden Festival, o Open Flair e o Festival de Reeperbahn. No outono, eles tocaram em vários shows, como o ato de apoio para o Beatsteaks e acompanhado Clueso no Stadtrandlichter Tour como um ato de apoio. Eles foram finalistas no Novo Prêmio de Música da ARD-Jugendprogramme.
Em dezembro de 2014, AnnenMayKantereit foi destaque no programa de televisão Circo HalliGalli, e em meados de 2015 eles saíram em turnê novamente. No verão de 2015, se apresentaram em mais festivais, incluindo o Haldern Festival Pop e o Rock am Ring. O grupo de Hip-Hop K. I. Z. teve participação do vocalista Henning May na música Hurra die Welt geht unter.
No outono de 2015, a banda assinou com a Universal. Junto com Moses Schneider, eles gravaram o EP Wird schon irgendwie gehen no Hansa-Studios em Berlim. Ele foi lançado em 16 de outubro de 2015, pelo selo Vertigo, também em Berlim. Posteriormente, tiveram uma nova turnê e com ingressos esgotados em vários locais. Em fevereiro de 2016, eles lançaram o single Pocahontas, do álbum seguinte "Alles Nix Konkretes." O álbum em si foi lançado em Março de 2016 e alcançou o número um nas paradas alemãs.
Em novembro de 2020, a banda lançou um álbum que criaram e produziram durante a quarentena da pandemia do Coronavírus. Os integrantes fizeram uma live de lançamento à meia-noite do dia 16 de novembro.

## Discografia
Álbuns
- 2013: AMK (produção Própria, indisponível no momento)
- 2016: Alles Nix Konkretes
- 2018: Schlagschatten
- 2020: 12

EPs
- 2015: Wird schon irgendwie gehen (Vertigo Berlin)

Singles
- 2015: Oft gefragt
- 2016: Pocahontas
- 2016: Barfuß am Klavier

## Prêmios
- 2015: Kulturpreis der Sparkassen-Kulturstiftung Rheinland (Patrocínio proposto por Wolfgang Niedecken)
- 2015: Deutscher Webvideopreis na categoria de Vídeo Musical